# HEY!レイモンド
『HEY!レイモンド』（Everybody Loves Raymond）は、エミー賞を受賞した、アメリカ合衆国のシチュエーション・コメディ番組である。 この番組はCBSで、1996年9月13日から2005年5月16日まで放送された。
この番組は、レイ・ロマーノ(演じるキャラクターはレイモンド・バローネに置き換えられている)とこの番組の脚本家の実体験を基にしている部分が多い。ただし、番組のキャラクターはロマーノ家との関連性は低い。
放送当時、この番組は最も批判を受けたシットコムのひとつとして知られていたが、数々の賞をノミネート・受賞した。
地方では、TBSといった、CBS以外のケーブルチャンネルがシンジケートで再放送を行っている。
2000年から2007年までは、King World Productionsが番組シンジゲートを行い、2008年からは CBS Television Distributionが KingWorldの代わりに行うようになったが、番組のロゴはTBSのままである。
日本ではLaLa TVで第4シーズンまで放映された。

## 登場人物

### バローネ家
レイモンド・バローネ：レイ・ロマーノ：家中宏
主人公。スポーツライターをしている。
デブラ・バローネ：パトリシア・ヒートン：杉本理加
レイモンドの妻。
フランク・バローネ：ピーター・ボイル：たてかべ和也
レイモンドの父。 レイモンドの向かいの家に住んでいる。
マリー・バローネ：ドリス・ロバーツ：堀絢子
レイモンドの母
ロバート・バローネ：ブラッド・ギャレット：土師孝也
レイモンドの兄。警察官。両親と同居している。
アリー・バローネ：en:Madylin Sweeten：谷井あすか
レイモンドの娘
マイケル・バローネ：Sullivan Sweeten ：、ジェフリー・バローネ：Sawyer Sweeten ：
レイモンドの息子。双子。なお、 アリー役のMadylin Sweetenは、彼らの実の姉に当たる。
エイミー・マクドゥガル・バローネ：鈴木真仁
ロバートの妻。

## 受賞歴

### アメリカン・フィルム・インスティチュート
- 2001年: AFI Actor of the Year - Series (レイモンド・”レイ”・バローネを演じたレイ・ロマーノに対して、ノミネート)
- 2001年: AFI Actress of the Year - Series (マリー・バローネを演じたドリス・ロバーツに対して、ノミネート)
- 2001年: AFI Series of the Year - Comedy (ノミネート)

### 全米キャスティング協会
- 1997年: Best Casting - Comedy Series（第1話、ノミネート）

### プライムタイム・エミー賞
ノミネート
- - 1999年:主演男優賞コメディ部門 (レイモンド・”レイ”・バローネを演じたレイ・ロマーノに対して)
  - 1999年: 主演女優賞コメディ部門(デブラ・バローネを演じたパトリシア・ヒューストン に対して)
  - 1999年: 演出監督賞コメディシリーズ部門（"Robert's Date"の脚本を行った(ウィル・マッケンジーに対して)
  - 1999年: 作品賞コメディ部門
  - 1999年: 助演男優賞コメディ部門 (フランク・バローネを演じたピーター・ボイルに対して)
  - 1999年: 助演女優賞コメディ部門 ("Marie Barone"を演じたドリス・ロバーツに対して)
  - 2000年: 主演男優賞コメディ部門  (レイ・ロマーノ)
  - 2000年: 撮影賞マルチカメラ・シリーズ部門　("Robert's Rodeo"の撮影に対して)
  - 2000年: 演出監督賞コメディシリーズ部門( "The Christmas Picture", の脚本を行ったウィル・マッケンジーに対して)
  - 2000年: 作品賞コメディ部門
  - 2000年: 助演男優賞コメディ部門(ピーター・ボイルとBrad Garrett)
  - 2000年: 助演女優賞コメディ部門(ドリス・ロバーツ)
  - 2000年: 脚本賞コメディ部門　 ("Bad Moon Rising"の脚本を行ったレイ・ロマーノとフィリップ・ローゼンタールに対して)
  - 2001年: 主演男優賞コメディ部門  (レイ・ロマーノ)
  - 2001年:  撮影賞マルチカメラ・シリーズ部門 ("Italy: Parts 1 & 2"の撮影に対して)
  - 2001年:編集賞マルチカメラ・シリーズ部門("Italy: Parts 1 & 2"に対して)
  - 2001年:作品賞コメディ部門
  - 2001年:助演男優賞コメディ部門(ピーター・ボイル)
  - 2002年: 助演女優賞コメディ部門 (パトリシア・ヒューストン)
  - 2002年:ゲスト女優賞 コメディ部門(ロイスを演じたキャサリン・ハモンドに対して)
  - 2002年:編集賞マルチカメラ・シリーズ部門("Talk To Your Daughter"の編集に対して)
  - 2002年:作品賞コメディ部門
  - 2002年: 音響賞マルチカメラ・シリーズ/スペシャル番組部門("It's Supposed To Be Fun"に対して,ノミネート)
  - 2002年: 助演男優賞コメディ部門(ピーター・ボイル)
  - 2002年: 脚本賞コメディ部門 ("Marie's Sculpture"の脚本を担当したen:Jennifer Crittendenと"The Angry Family"の脚本を担当したフィリップ・ローゼンタールに対して)
- 2003年: 主演男優賞コメディ部門  (レイ・ロマーノ)
- 2003年:  主演女優賞コメディ部門(パトリシア・ヒューストン)
- 2003年:  撮影賞マルチカメラ・シリーズ部門 （"Just A Formality"の撮影に対して)
- 2003年: ゲスト男優賞 コメディ部門 (ハンク役を務めたフレッド・ウィラードに対して)
- 2003年: ゲスト女優賞 コメディ部門(パットを演じたジョージア・エンジェルに対して)
- 2003年:撮影賞マルチカメラ・シリーズ部門 （"She's The One")
- 2003年:助演男優賞コメディ部門(ピーター・ボイル)
- 2003年:  脚本賞コメディ部門 ("Counseling"の脚本を担当したマイク・ロイスに対して)
- 2004年:主演女優賞コメディ部門(パトリシア・ヒューストン)
- 2004:ゲスト男優賞 コメディ部門 Comedy Series (フレッド・ウィラード)
- 2004: ゲスト女優賞 コメディ部門(ジョージア・エンジェル)
- 2004: 編集賞マルチカメラ・シリーズ部門("Golf For It")
- 2004: 作品賞コメディ部門
- 2004: 音響賞マルチカメラ・シリーズ/スペシャル番組部門　("The Model"の音響に対して)
- 2004: 助演男優賞コメディ部門(ピーター・ボイルとBrad Garrett)
- 2004:  助演女優賞コメディ部門(ドリス・ロバーツ)
- 2005年:主演男優賞コメディ部門  (レイ・ロマーノ)
- 2005年:主演女優賞コメディ部門(パトリシア・ヒューストン)
- 2005年: 撮影賞マルチカメラ・シリーズ部門( "Pat's Secret")
- 2005年: 演出監督賞コメディシリーズ部門(最終回の監督を担当したゲイリー・ハルヴォーソンに対して)
- 2005年: ゲスト男優賞 コメディ部門(フレッド・ウィラード)
- 2005年: ゲスト女優賞 コメディ部門 (Georgia Engel)
- 2005年: 音響賞マルチカメラ・シリーズ/スペシャル番組部門("The Faux Pas")
- 2005年:音響賞マルチカメラ・シリーズ/スペシャル番組部門 ("Boys' Therapy"に対して,ノミネート)
- 2005年: 助演男優賞コメディ部門(ピーター・ボイル)
- 2005年: 脚本賞コメディ部門 (最終回の脚本を担当したフィリップ・ローゼンタールら複数に対して）

受賞
- - 2000年: 主演女優賞コメディ部門(パトリシア・ヒューストン)
  - 2001年: 主演女優賞コメディ部門(パトリシア・ヒューストン)
  - 2001年:音響賞マルチカメラ・シリーズ/スペシャル番組部門 ("Italy: Parts 1 & 2"において)
  - 2001年: 助演女優賞コメディ部門(ドリス・ロバーツ)
  - 2002年: 主演男優賞コメディ部門  (レイ・ロマーノ)
  - 2002年: 助演男優賞コメディ部門(Brad Garrett)
  - 2002年:助演女優賞コメディ部門(ドリス・ロバーツ)
- 2003年:作品賞コメディ部門
- 2003: 助演男優賞コメディ部門(Brad Garrett)
- 2003: 助演女優賞コメディ部門(Doris Roberts)
- 2003: 脚本賞コメディ部門("Baggage"の脚本を担当したタッカー・カウリーに対して)
- 2005: 作品賞コメディ部門
- 2005: 助演男優賞コメディ部門(Brad Garrett)
- 2005: 助演女優賞コメディ部門(ドリス・ロバーツ)

合計受賞回数：14

### ゴールデングローブ賞
- 1999年:男優賞（ミュージカル・コメディ部門）  (レイモンド・バローネを演じたレイ・ロマーノに対して ノミネート)
- 2000年:男優賞（ミュージカル・コメディ部門）  (レイモンド・バローネを演じたレイ・ロマーノに対して ノミネート)

### 全米製作者組合賞
- 2002年: Best Producer of the Year - Episodic Comedy ( ノミネート)
- 2003年: Best Producer of the Year - Episodic Comedy ( ノミネート)

### サテライト賞
- 2001年: 主演男優賞（ミュージカル・コメディシリーズ部門） (レイモンド・バローネを演じたレイ・ロマーノに対して ノミネート)
- 2001: シリーズ賞 (ミュージカル・コメディ部門)(ノミネート)
- 2002年: 助演女優賞(ミュージカル・コメディシリーズ部門)(マリー・バローネを演じたドリス・ロバーツに対して、, 受賞)

総合受賞数：1

### 全米映画俳優組合賞
- 1998年: アンサンブル賞（コメディシリーズ）(ノミネート)
- 1999年: 男優賞（コメディシリーズ） (レイモンド・バローネを演じたレイ・ロマーノに対して ノミネート)
- 1999年: アンサンブル賞（コメディシリーズ）(ノミネート)

- 2001年: 男優賞（コメディシリーズ）(フランク・バローネを演じたピーター・ボイルに対して,ノミネート)
- 2001年: 男優賞（コメディシリーズ）(レイ・ロマーノに対して ノミネート)
- 2001年: Best Actress - Comedy Series ("Debra Barone"役のPatricia Heatonに対して,ノミネート)
- 2001年: アンサンブル賞（コメディシリーズ）(ノミネート)

- 2002年: Best Actor - Comedy Series (レイ・ロマーノに対して ノミネート)
- 2002年: Best Actress - Comedy Series (Patricia Heaton,ノミネート)

- 2003年: Best Actor - Comedy Series (Peter Boyle,ノミネート)
- 2003年: Best Actor - Comedy Series (["Robert Barone"役のBrad Garrettに対して、 ノミネート)
- 2003年: Best Actor - Comedy Series (レイ・ロマーノに対して ノミネート)
- 2003年: Best Actress - Comedy Series (Patricia Heaton,ノミネート)
- 2003年: Best Actress - Comedy Series ("Marie Barone"を演じたドリス・ロバーツに対して,ノミネート)
- 2003年: アンサンブル賞（コメディシリーズ）(ノミネート)

- 2004年: Best Actor - Comedy Series (レイ・ロマーノに対して ノミネート)
- 2004年: Best Actress - Comedy Series (Patricia Heaton,ノミネート)
- 2004年: Best Actress - Comedy Series (ドリス・ロバーツ,ノミネート)
- 2004年: アンサンブル賞（コメディシリーズ）(ノミネート)

- 2005年: Best Actress - Comedy Series (Patricia Heaton,ノミネート)
- 2005年: アンサンブル賞（コメディシリーズ）(ノミネート)

受賞
- 2002年: アンサンブル賞（コメディシリーズ）(受賞)

合計受賞回数：1

### 全米脚本家組合賞
- 2001年: Best Writing - Episodic Comedy ("Italy: Parts 1 & 2"を担当したフィリップ・ローゼンタールに対して, 受賞)

合計受賞回数：1